# Чифлик (община Боговине)
Вижте пояснителната страница за други значения на Чифлик.
Чифлик (на македонска литературна норма: Чифлик; на албански: Çifliku, Чифлику) е село в община Боговине.

## География
Селото е разположено в областта Долни Полог, в източните склонове на Шар, на пътя от Голема речица за Горно Палчище.

## История
Селото се води като отделно селище от 2014 година.